# Курландия и Семигалия
Курландия и Семигалия (на латински: Ducatus Curlandiæ et Semigalliæ; на полски: Księstwo Kurlandii i Semigalii; на немски: Herzogtum Kurland und Semgallen; на латвийски: Kurzemes un Zemgales hercogiste) е херцогство в Прибалтика, което съществува от 1561 до 1569 г. като васална държава на Великото литовско княжество и от 1569 до 1795 г. на Жечпосполита. На 28 март 1795 г. е анексирано от Руската империя след Третото разделяне на Полша.
През Първата световна война, от 8 март до 22 септември 1918 г. съществува държава със същото име. Плановете държавата да стане част от Балтийското херцогство, подчинено на Германската империя, се осуетяват от изтеглянето на Германия от Прибалтика към края на войната. След това районът става част от Латвия.

## История
Към 1561 г. по време на Ливонската война, Ливонската конфедерация се разпада и Ливонският орден (орден на германски рицари) е разпуснат. На основата на Вилнюската уния от същата година, южната част от Естония и северната част на Латвия се предоставят на Литовското княжество и се преобразуват в Ливонско херцогство. Частта от Латвия между западния бряг на Западна Двина и Балтийско море става херцогство на Курландия и Семигалия, васална държава, подчинена на краля на Полша и управлявана от херцози от династията Кетлер, с изключение на Ернст фон Бирон и сина му, Петер фон Бирон.
Готхард Кетлер, последният господар на Ливонския орден, става първи херцог на Курландия. Други членове на ордена стават благородници, като досегашните им феодални владения стават имения. Кетлер получава почти една трета от земята на новото херцогство. Митава (Йелгава) е назначена за нова столица.
Някои части от Курландия не са включени в херцогството. Ливонският орден заема района на Гробиня (на балтийския бряг) на херцога Прусия. Районът на Пилтене принадлежи на Магнус, син на краля на Дания. Той обещава да го прехвърли към Курландия, но това не се случва и едва по-късно Вилхелм Кетлер си връща контрола над района.
Както и останалите членове на ордена, Готхард Кетлер е германец и се залавя да установи херцогството по линиите на подобни германски държави. През 1570 г. той издава Privilegnum Gotthardinum, който позволява на земевладелците да закрепостяват местните селяни в техните земи.
Когато Готхард Кетлер умира през 1587 г., неговите синове, Фридрих и Вилхелм, стават херцози на Курландия. Те разделят херцогството на две части през 1596 г. Фридрих контролира източната част, Семигалия (Zemgale), със седалище в Митава. Вилхелм притежава западната част, Курландия (Kurzeme), със седалище в Кулдига. Вилхелм си връща Гробиня, когато се оженва за дъщерята на херцога на Прусия. Той също плаща, за да получи контрол над Пилтене, но накрая този район попада в ръцете на Жечпосполита. Той развива металообработването и корабостроенето, а новите кораби доставят курландски стоки до други държави.
Все пак, взаимоотношенията между херцога и земевладелците са много враждебни. Освен това Жечпосполита, която е господства над Курлнадия, поддържа земевладелците. Вилхелм изразява разочарованието си от земевладелците, но това приключва с детронирането му през 1616 г. Накрая Вилхемл напуска Курландия и прекарва останалата част от живота си в чужбина. Така, Фридрих става единственият херцог на Курландия след 1616 г.
От 1600 до 1629 г. Жечпосполита и Шведската империя водят война, чийто главно бойно поле е близо до Рига. В резултат, Швеция получава контрол на централните и северните части на Латвия, която става Шведска Ливония. Жечпосполита си запазва източната част на Ливонското херцогство и го преименува на Инфлянтско войводство. Курландия също е въвлечена във войната, но не претъпява големи щети.
При следващия си херцог, Якоб Кетлер, държава достига своя просперитетен връх. По време на пътешествията си из Западна Европа, Якоб става твърд поддръжник на идеите на меркантилизма. Металообработването и корабостроенето стават много по-развити, а мелници започват да произвеждат барут. Търговските отношения се развиват не само със съседните държави, но и с Англия, Франция, Нидерландия и Португалия. Якоб основава търговския флот на Курландия с главни пристанища във Вентспилс и Лиепая.

### Колонизация
През 1651 г. херцогството основава първата си колония в Африка на остров Свети Андрей в река Гамбия и построява крепостта Якоб там. Основните изнасяни стоки са слонова кост, злато, кожи и подправки. Малко след това, през 1652 г., Курландия основава друга колония, този път на Тобаго в Уест Индия. Основният износ е захар, тютюн, кафе и подправки.
Въпреки това, през това време Курландия остава обект на интерес както за Швеция, така и за Жечпосполита. През 1655 г. шведската армия навлиза в територията на херцогството и започва война с Жечпосполита. Шведската армия залавя Якоб. През този период фабриките и търговския флот търпят упадък. Войната приключва с Оливския мир през 1660 г. Курландия си връща Тобаго, според примирието, и упражнява контрол над острова до 1689 г. Якоб се захваща да възстанови фабриките и флота, но Куралндия така и не достига нивото на просперитет отпреди войната.

### 18 век
Когато Якоб умира през 1682 г., неговият син, Фридрих Казимир, става херцог. По неговото управление производството продължава да спада. Самият херцог има по-голям интерес в пищните празненства и харчи повече пари, отколкото има. Това го принуждава да продаде Тоабго на британците. Умира през 1698 г. През неговия период на управление Жечпосполита увеличава влиянието си в политическия и икономическия живот на херцогството. Освен това Русия започва да проявява интерес към района.
Следващият херцог, Фридрих Вилхелм Кетлер, е едва шестгодишен, когато се качва на престола през 1698 г. и е под регентството на чичо си Фердинанд – полски генерал. По това време започва Великата северна война (1700 – 1721 г.) между Швеция и Русия с Жечпосполита, Саксония и Дания като съюзници. В резултат на войната, Русия поема контрол над централната част на Латвия от 1710 г. В Курландия, Русия има такова силно влияние, че посланикът ѝ, Пьотр Бестужев-Рюмин, става най-властният човек в херцогството. Петър Велики получава обещание от Фридрих Вилхелм, че ще се ожени за една от дъщерите на царския брат. С това обещание, Петър Велики желае да увеличи влиянието на Русия в Курландия. Така, през 1710 г. Фридрих Вилхелм се жени за Анна Ивановна (по-късно императрица на Русия), но на връщане от Санкт Петербург се разболява и умира. Анна става херцогиня на Курландия от 1711 до 1730 г.
След смъртта на Фридрих Вилхелм следващият кандидат за херцогския престол е Фердинанд Кетлер, но неговата резиденция е в Данциг. Тъй като законът задължава херцога да живее в херцогството, той не е признат за херцог. Тъй като Фердинанд е последният представител на династията Кетлер, голям брой кандидати се опитват да се възкачат на престола през този период. Един фаворит за престола е Мориц Саксонски, син на Август II, крал на Полша. Той е избран за херцог през 1726 г., но успява да се задържи само чрез военна сила до следващата година. Русия не го харесва и изпращат армия в западната част на Курландия, за да унищожи базата на Мориц. В резултат на това, Мориц напуска Курландия, а Русия увеличава влиянието си. Руското влияние се увеличава още повече, когато Август III, курфюрст на Саксония, в успешен опит да наследи баща си на полския трон през 1730-те години, се съгласява да предостави на Анна Ивановна власт на Курландия в замяна на руската подкрепа във войната за полското наследство. Анна назначава Ернст Йохан фон Бирон за херцог на Курландия през 1737 г.
Бирон получава значителна финансова подкрепа от Русия и инвестира в строителство – например Рундалският дворец, проектиран от италианския архитект Бартоломео Франческо Растрели. Ана Ивановна умира през 1740 г., което води до изгнание на Бирон в Сибир на следващата година. Оттам, през Съвета на херцога, той продължава да управлява херцогството със съгласието на краля на Полша. Обаче, земевладелците на Курландия не харесват идеята и дори отказват да спазват регулациите на Съвета на херцога.
Лудвиг Ернст фон Брауншвайг-Волфенбютел е избран за наследник на Бирон на 27 юни 1741 г. с подкрепата на братовчедка му Мария Терезия, но докато е в Санкт Петербург за ратифициране на титлата си, руската императрица Елисавета извършва преврат на 6 декември 1741 г. и той губи титлата.
Полският крал Август III провъзгласява сина си, Карл Саксонски, за следващ херцог. Оттогава херцогство Курландия има два херцога едновременно. Ситуацията става изключително нажежена – една част от земевладелците подкрепят Бирон, а другата – Карл Саксонски. Руската императрица Екатерина II решава тази ситуация като освобождава Ернст фон Бирон от изгнание през 1763 г. По този начин тя избягва потенциално увеличаване на влиянието на Жечпосполита в Курландия. Въпреки това, политическите борби изморяват Бирон и той предоставя херцогския престол на сина си, Петер фон Бирон през 1769 г. Но политическите вълнения продължават в херцогството. Някои земевладелци подкрепят Жечпосполита, а други Русия. Накрая, Русия е тази, която определя съдбата на Курландия, когато съюзниците ѝ започват третото разделяне на Полша (1795 г.). След като получава „хубава препоръка“ от Русия, Петер фон Бирон предоставя правата си на Русия през 1795 г. С подписването на последния документ на 28 март 1795 г., херцогство Курландия е включена в състава на Руската държава, а титлата на херцог на Курландия е добавена към титлата на руските императори.

## Наполеонско нашествие
През 1812 г., по време на Френско-руската война, херцогството е окупирано от френски войски, а на 1 август е възстановено под името Курландско, Семигласко и Пилтенско херцогство. Въпреки това, в същата година наполеоновите войски са принудени да изоставят територията на херцогството и то бива ликвидирано.